# Renzo Rosso (imprenditore)
Renzo Rosso (Brugine, 15 settembre 1955) è uno stilista, imprenditore e dirigente sportivo italiano.
Fondatore e azionista di Diesel, azienda di abbigliamento di rilevanza mondiale (soprattutto per i jeans), è presidente di OTB Group (Only The Brave), la holding che controlla i marchi di moda Diesel, Maison Martin Margiela, Marni, Jil Sander, Viktor & Rolf, Amiri (quota di minoranza), Staff International (produttore e distributore di Dsquared² Maison Margiela, MM6, Marni, Diesel accessories), Brave Kid (azienda specializzata nella ricerca, sviluppo, produzione e distribuzione di collezioni prêt-à-porter e accessori per bambini), nonché la società calcistica L.R. Vicenza. Fondatore dell'organizzazione no-profit Only The Brave Foundation, presiede anche la società Red Circle, la Diesel Farm di Marostica e vari hotel di lusso come il Pelican Hotel di Miami Beach, la Chiltern Firehouse di Londra e l'hotel Ancora di Cortina d'Ampezzo. Rosso ha investito anche nel settore vitivinicolo entrando in Masi Agricola. 
È indicato da Forbes tra le persone più ricche d'Italia con un patrimonio stimato di 3,5 miliardi di dollari nel 2018.

## Biografia

### Primi anni
Nato da una famiglia di agricoltori, vive e frequenta le scuole a Brugine per poi proseguire gli studi presso l'Istituto Tecnico Ruzza di Padova, scuola superiore specializzata nella formazione di tecnici per l'impresa tessile. In questa sede, all'età di 15 anni, Renzo Rosso produce il suo primo indumento auto-progettato: un paio di jeans a vita bassa e a zampa di elefante realizzati con la macchina per cucire Singer di sua madre. Incomincia poi a produrre diversi modelli di jeans per darli agli amici o venderli a scuola. Dopo il diploma si iscrive alla Facoltà di Economia dell'Università Ca' Foscari di Venezia; tuttavia, pochi mesi dopo, a seguito di un colloquio con Adriano Goldschmied (allora alla guida del Genius Group, importante holding italiana nel campo dell'abbigliamento), lascia gli studi per diventare tecnico di produzione alla Moltex, società controllata dal gruppo Genius. 
Nel 1978, a 23 anni, fonda il marchio Diesel, da principio in società con Goldschmied, per poi assumerne completamente il controllo nel 1985. In precedenza aveva già creato il marchio Goldie. Nel 2003 Rosso sarà definito da Suzy Menkes sul New York Times come il "genio dei jeans".

### Verso la Cina
Dopo un 2016 complesso e con i conti della Diesel in rosso, nel 2017 l'imprenditore veneto lancia la sua nuova campagna pubblicitaria con lo slogan "go with the flaw": il cortometraggio realizzato dal regista Francois Rousselvet è presentato in occasione delle sfilate autunno/inverno 2017/18 a Pechino. Renzo Rosso, insieme con il direttore creativo delle collezioni Nicola Formichetti, apre al mercato cinese. Ed è alla star cinese Chris Lee, infatti, che viene affidato di realizzare la nuova capsule collection per il marchio.

### Interessi sportivi
Dal 1996 al 2018 è stato proprietario (mediante la propria holding) del Bassano Virtus, la squadra di calcio della città di Bassano del Grappa, ove tuttora risiede. Sotto la sua gestione, il club ha conseguito i migliori risultati della propria storia, vincendo dapprima uno scudetto Serie D, indi stabilizzandosi nel calcio professionistico italiano e sfiorando più volte la promozione in Serie B.
Nel maggio 2018, a seguito del fallimento del Vicenza Calcio, egli ne rileva i cespiti all'asta di liquidazione e lo rifonda trasferendo la sede e il titolo sportivo del Bassano (il quale a sua volta rinasce in modo indipendente dal suo gruppo) nel capoluogo provinciale, con la nuova denominazione L.R. Vicenza Virtus.
Sempre in ambito calcistico, dal 2016 il marchio Diesel è sponsor ufficiale del Milan, squadra di cui lo stesso Rosso è tifoso. Dal 2018 lo stesso marchio diventa main sponsor del Vicenza.

## Vita privata
Si è sposato per la terza volta, con Arianna Alessi, in gran segreto a Miami nel marzo 2022, rivelandolo solo nel 2023. Ha sette figli (tre di loro lavorano in azienda): è diventato padre dell'ultimogenito, una bambina, a 60 anni.

## Riconoscimenti
- 2010, Millennium Development Goals Global Leader, New York City, Stati Uniti d'America
- 2010, 2009, 2007, 2001, 1997 e 1992, "Grand Prix" al Cannes Lions International Awards, Cannes, Francia
- 2005, Master Honoris Causa, Università di Verona, Italia
- 2004, Pitti Immagine Uomo, Firenze. Italia
- 2000, Master Honoris Causa, Fondazione CUOA di Altavilla Vicentina, Italia.[13]
- 1998, "Advertiser of the Year" al Cannes Lions International Awards, Cannes, Francia
- 2023, Premio la Moda Veste la Pace di African Fashion Gate unitamente ad Arianna Alessi, rispettivamente Presidente e Vice Presidente di OTB Foundation per l'impegno dimostrato nel supporto alla popolazione ucraina dallo scoppio del conflitto il 24 febbraio 2022.[14]

## Opere
- Be stupid for a successful living, Milano, Rizzoli, 2011.